# Tomasz Chłoń
Tomasz Marek Chłoń (ur. 29 października 1961 w Warszawie) – polski dyplomata, ambasador RP w Estonii (2005–2010) oraz Słowacji (2013–2015), chargé d’affaires RP w Finlandii (od 2024).

## Życiorys
Ukończył studia w zakresie filologii węgierskiej na Uniwersytecie Warszawskim (1987), podyplomowe studia politologiczne w Polskim Instytucie Spraw Międzynarodowych oraz studia w zakresie integracji europejskiej na Uniwersytecie Warszawskim i Uniwersytecie Maastricht.
W 1987 rozpoczął pracę w Ministerstwie Spraw Zagranicznych. Członek korpusu służby cywilnej. W latach 1990–1991 wchodził w skład zespołu realizującego wprowadzenie ruchu bezwizowego z państwami zachodnimi. Od 1991 pełnił funkcję sekretarza ds. politycznych i prasowych Ambasady RP w Helsinkach, a w latach 1996–1997 był zastępcą ambasadora tamże. Od 1997 kierował wydziałem w Departamencie Polityki Bezpieczeństwa MSZ. Brał udział w pracach zespołu negocjującego zmiany w Traktacie o konwencjonalnych siłach zbrojnych w Europie.
Od 1998 do 2003 pracował w Stałym Przedstawicielstwie RP przy NATO. Reprezentował Polskę w Komitecie Politycznym Sojuszu. Był jednym z negocjatorów porozumienia powołującego Radę NATO-Rosja. Po powrocie do kraju ponownie kierował wydziałem w Departamencie Polityki Bezpieczeństwa, a od 2004 pełnił obowiązki wicedyrektora Departamentu Systemu Narodów Zjednoczonych i Problemów Globalnych.
Od 2005 do 2010 pełnił funkcję ambasadora RP w Estonii. W listopadzie 2011 otrzymał nominację na ambasadora ad personam. Do 2013 kierował Sekretariatem Ministra w Ministerstwie Spraw Zagranicznych. 8 stycznia 2013 został mianowany ambasadorem RP w Słowacji, którym był do 17 kwietnia 2015. Po zjechaniu z Bratysławy był pełnomocnikiem ministra przygotowującym szczyt NATO w Warszawie 2016 (odwołany cztery miesiące przed szczytem). Od 2017 do 2020 kierował z siedziby w Brukseli biurem NATO w Moskwie. Od kwietnia 2024 dyrektor Departamentu Dyplomacji Publicznej i Kulturalnej MSZ. 14 maja 2024 został dodatkowo powołany na pełnomocnika Ministra Spraw Zagranicznych ds. przeciwdziałania dezinformacji międzynarodowej. Od sierpnia do listopada 2024 był dyrektorem Departamentu Komunikacji Strategicznej i Przeciwdziałania Dezinformacji Międzynarodowej MSZ. W grudniu 2024 objął kierownictwo Ambasady RP w Helsinkach jako chargé d’affaires. Jednocześnie pozostawał pełnomocnikiem ds. przeciwdziałania dezinformacji międzynarodowej.
W latach 2023–2024 był kierownikiem badań w Centrum Diagnostyki Populacyjnej Polskiego Ośrodku Rozwoju Technologii we Wrocławiu.
Autor publikacji na temat dyplomacji, dezinformacji międzynarodowej, ONZ i NATO.
Biegle włada językami: angielskim, fińskim i węgierskim. Posługuje się także estońskim, francuskim i rosyjskim. Ojciec trzech córek.

## Odznaczenia
- Order Krzyża Ziemi Maryjnej I klasy – Estonia, 2010[17]
- Srebrny Krzyż Zasługi „za zasługi w działalności na rzecz służby zagranicznej” – Polska, 2010[18]
- Medal Prezydenta Republiki Słowackiej(inne języki) – Słowacja, 2015[19]